# Obsjtina Omurtag
Obsjtina Omurtag (bulgariska: Община Омуртаг) är en kommun i Bulgarien.   Den ligger i regionen Tărgovisjte, i den centrala delen av landet, 260 km öster om huvudstaden Sofia.
Obsjtina Omurtag delas in i:
- Belomortsi
- Velitjka
- Verentsi
- Vrani kon
- Gorna Chubavka
- Zelena morava
- Zvezditsa
- Ilijno
- Kamburovo
- Kozma prezviter
- Obitel
- Panajot Chitovo
- Plăstina
- Pădarino
- Tserovisjte
- Bălgaranovo
- Velikdentje
- Visok
- Goljamo tsărkvisjte
- Gorno Kozarevo
- Gorsko selo
- Dolna Chubavka
- Dolno Kozarevo
- Dolno Novkovo
- Zmejno
- Kestenovo
- Krasnoseltsi
- Mogilets
- Ptitjevo
- Părvan
- Rătlina
- Stanets
- Tjernokaptsi

Följande samhällen finns i Obsjtina Omurtag:
- Omurtag